# Distrito Escolar Unificado de Hayward

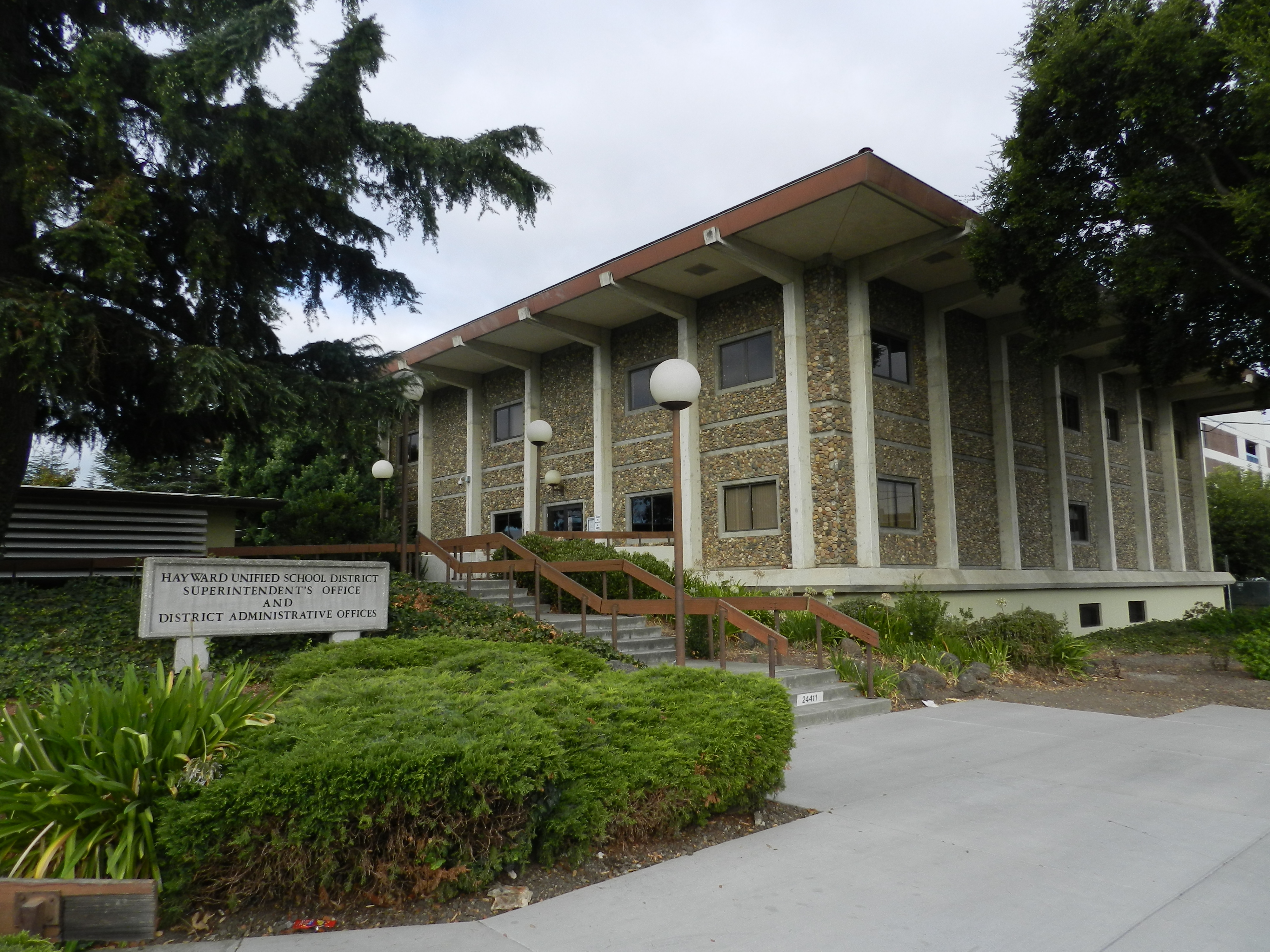
Sede del distrito

El Distrito Escolar Unificado de Hayward (Hayward Unified School District, HUSD) es un distrito escolar de California. Tiene su sede en Hayward. HUSD tiene 21 escuelas primarias, 5 escuelas medias, 3 escuelas preparatorias, una escuela alternativa, un centro de educación para adultos, y un centro preescolar. Tiene más de 20.000 estudiantes K-12.